# Heike Kamerlingh Onnes
Heike Kamerlingh Onnes (Groninga, 21 de septiembre de 1853-Leiden, 21 de febrero de 1926) fue un físico neerlandés, descubridor de la superconductividad y galardonado con el Premio Nobel de Física en 1913.

## Biografía
Entre 1871 a 1873 estudió en la Universidad de Heidelberg, donde fue alumno de Robert Bunsen y Gustav Kirchhoff, doctorándose en la Universidad de Groninga en 1879. Fue profesor en la Escuela Politécnica de Delft entre 1878 y 1882, puesto que abandonó ese año para ser profesor de física en la Universidad de Leiden hasta su jubilación en 1923.

## Investigaciones científicas

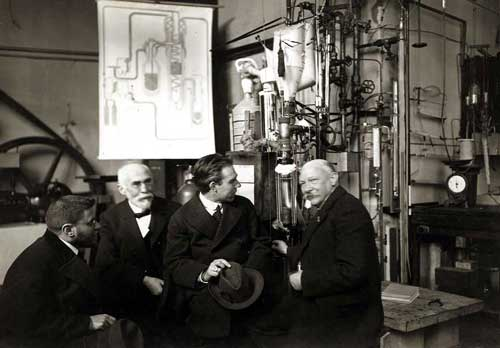
Paul Ehrenfest, Hendrik Lorentz, Niels Bohr y Heike Kamerlingh Onnes en 1919 en el Laboratorio Criogénico de Leiden

Influenciado por el trabajo de su compatriota Johannes van der Waals, dedujo una de las ecuaciones de estado aplicable a los gases, que lleva su nombre. Así mismo, estudió las propiedades termodinámicas de los gases y líquidos en una amplia escala de presiones y temperaturas. En 1894 fundó el Laboratorio Criogénico de Leiden, que actualmente lleva su nombre. Investigó los efectos del frío extremo en numerosos gases y metales. Desarrolló una escala de temperatura para valores por debajo de –183 °C, la escala Leiden.
En 1908 consiguió licuar helio a baja temperatura por primera vez, aunque no consiguió solidificarlo, hecho que sucedió en 1926 de la mano de sus discípulo Willem Hendrik Keesom. 
En 1911 descubrió la casi total ausencia de resistencia al paso de la electricidad de ciertas sustancias (mercurio, plomo) a temperaturas cercanas al cero absoluto, fenómeno conocido como superconductividad.
En 1913 fue galardonado con el Premio Nobel de Física por, en palabras del comité, «sus investigaciones en las características de la materia a bajas temperaturas que permitieron la producción del helio líquido».
Kamerlingh Onnes confiaba en que la resistencia se redujera sustancialmente, porque la resistencia eléctrica decrece mientras desciende la temperatura. Lo que Kamerlingh no esperaba es que a 4,12 grados absolutos desapareciera absolutamente la resistencia del mercurio; pero esto es lo que vio suceder. Al disponer una corriente eléctrica internamente en un anillo de mercurio solidificado, la corriente eléctrica fluía intensamente y sin perder un ápice de su potencia si la temperatura no sobrepasaba aquel valor.
Este prodigio se denomina superconductividad, y después de Kamerlingh se demostró que otros elementos y aleaciones de varios también eran  superconductores a temperaturas cercanas al cero absoluto.

## Reconocimientos

### Eponimia
- En su honor se bautizó el cráter Kamerlingh Onnes de la Luna.
- El asteroide (58279) Kamerlingh también lleva este nombre en su memoria.